# Arroio do Meio

Localización del municipio Arroio do Meio.

Arroio do Meio es un municipio brasileño del estado de Rio Grande do Sul.
Se encuentra ubicado a una latitud de 29º24'04" Sur y una longitud de 51º56'42" Oeste, estando a una altitud de 54 metros sobre el nivel del mar. Su población estimada para el año 2004 era de 18.086 habitantes. 
Ocupa una superficie de 153,78 km².
- Datos: Q1758806
- Multimedia: Arroio do Meio / Q1758806